# (39891) 1998 FB5
1998 أف بي 5 (ويعرف أيضًا باسم (39891) 1998 أف بي 5 وفق تسمية الكوكب الصغير) (بالإنجليزية: 1998 FB5)‏ هو كويكب ضمن حزام الكويكبات؛ وترتيبه 39891 من حيث الاكتشاف.
اكتُشف هذا الجُرم الفلكي بواسطة بحث لنكولن عن الكويكبات القريبة من الأرض في 20 مارس 1998.

## وصلات خارجية
- (39891) 1998 FB5 في قاعدة بيانات مختبر الدفع النفاث لأجرام النظام الشمسي الصغيرة

- الاكتشاف · مخطط المدار ·  العناصر المدارية · المعلمات المادية

- (39891) 1998 FB5 على موقع ويكي سكاي: DSS2, SDSS, GALEX, IRAS, Hydrogen α, X-Ray, Astrophoto, Sky Map, Articles and images